# Austfonna
De Austfonna is een ijskap op het eiland Nordaustlandet, dat deel uitmaakt van de Noorse eilandengroep Spitsbergen. De Austfonna gletsjer heeft een oppervlakte van 8500 km² en daarmee is het qua oppervlakte de grootste ijskap van Europa. De ijskap is 400 meter dik en qua volume is het de tweede grootste Europese gletsjer na de Vatnajökull in IJsland.
Op het eiland Nordaustlandet liggen nog vier andere ijskappen, de westelijker gelegen Vestfonna (aan overzijde dal Rijpdalen) en de zuidwestelijk gelegen Sørfonna. De ijskoepel Sørfonna of Sørdomen wordt als onderdeel gezien van de Austfonna. In het zuidwesten van het eiland liggen de twee kleinere ijskappen Vegafonna en Glitnefonna.
Ten noordwesten van de ijskap ligt de streek Prins Oscarsland en ten noorden het Orvin Land.

## Gletsjers
Vanaf het noordoosten via het westen heeft de ijskap de gletsjers:
- Worsleybreen
- Leighbreen
- Sexebreen
- Normanbreen
- Nilsenbreen
- Schweigaardbreen
- Duvebreen
- Fonndalsbreen
- Flòtbreen
- Winsnesbreen
- Etonbreen (Sørdomen)
- Eindridebreen (Sørdomen)
- Vikingbreen (Sørdomen)
- Hårbardbreen (Sørdomen)
- Ludolf Schjelderupbreen (Sørdomen)
- Palanderisen (Sørdomen)
- Bråsvellbreen (Sørdomen)